# Via Por Santa Maria
Via Por Santa Maria è una strada del centro storico di Firenze, che va dall'angolo di ponte Vecchio, lungarno Acciaiuoli, piazza del Pesce, lungarno degli Archibusieri, fino a piazza del Mercato Nuovo angolo Calimaruzza. Lungo il tracciato si innestano: borgo Santi Apostoli, il vicolo di Santo Stefano al Ponte, via Lambertesca (canto de' Girolami), via delle Terme, la volta dei Mercanti e via Vacchereccia. 

## Storia

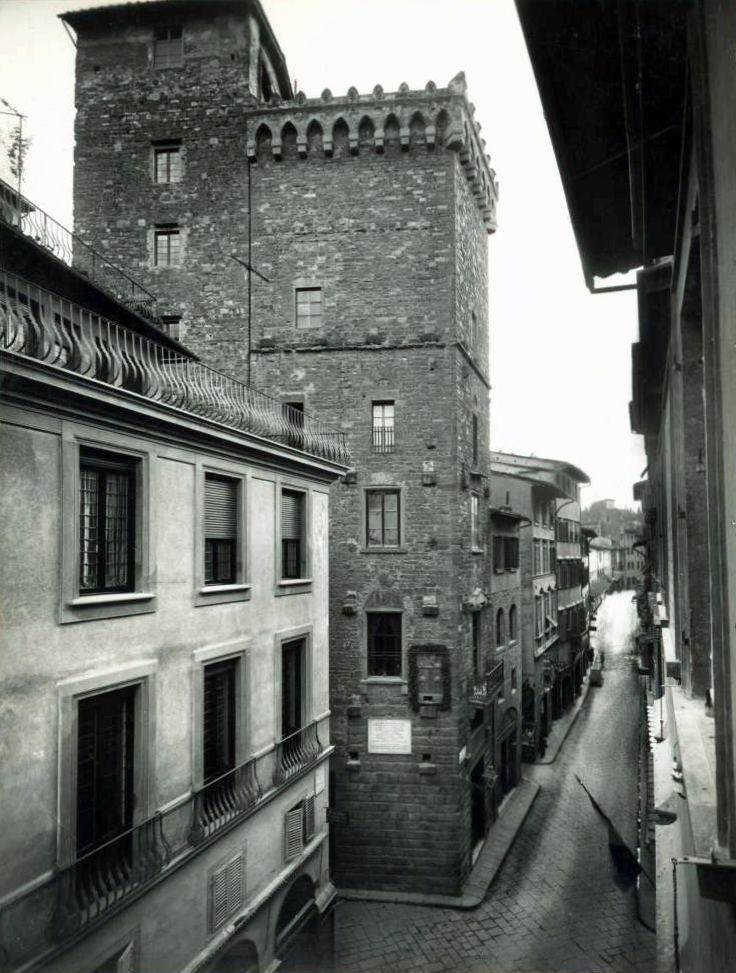
Le torri dei Gherardini e dei Girolami su via Por Santa Maria, distrutte nel 1944

La strada è una delle più antiche della città, risalente all'epoca romana come prolungamento del cardo al di fuori della prima cinta muraria. All'altezza di via Vacchereccia (o secondo altri all'incrocio tra borgo Santi Apostoli e via Lambertesca) si trovava l'antica Porta di Santa Maria, che permetteva l'accesso all'antenato del Ponte Vecchio dalla città e viceversa. Il nome della porta era legato alla presenza della chiesa di Santa Maria e, contratto, finì per dare il nome anche alla strada. La posizione della strada, in asse con il Ponte Vecchio e in direzione del centro commerciale, civile e religioso della città, la resero presto centrale nel sistema viario della città, di modo che la possiamo immaginare da sempre ambìta soprattutto come area di commerci e di relazioni sociali. In età medievale erano state erette lungo la via le case e le torri delle più importanti famiglie fiorentine: Amidei, Infangati, Baroncelli, Fifanti, Gherardini, Girolami, Guidi, Scolari, Tignozzi, Baldovinetti.  All'ombra di queste torri accadero alcuni dei più gravi episodi delle lotte tra guelfi e ghibellini, come la sanguinosa vicenda di Buondelmonte de' Buondelmonti. 
Oltre alle abitazioni di importanti famiglie, si erano concentrate lungo la strada numerosissime le botteghe. Analogamente a quanto avevano fatto i mercanti della vicina Calimala, anche i negozianti e gli artigiani di via Porta Rossa e di via Por Santa Maria all'inizio del Duecento si riunirono in un'Arte (corporazione), che includeva i più vari mestieri, dai venditori di ritagli di stoffa (baldrigai), ai cappellai, agli specchiaioli, ai rivenditori di oggetti da acconciatura fino agli orefici. Solo a metà del secolo si unirono i setaioli profughi da Lucca, prendendo gradualmente un peso sempre maggiore tra gli altri associati, tanto da farla diventare, nel XIV secolo, l'Arte della Seta, pur mantenendo sempre l'antico stemma con la porta d'argento o di rosso (seconda alcuni simboleggianti rispettivamente la Porta di Santa Maria e la Porta Rossa). 
Col salto di qualità dei setaioli, che ormai rappresentavano un'Arte maggiore tra le più redditizie della città, l'arteria divenne nel tempo sede di botteghe di livello più alto, congiungente i due poli del commercio cittadino  più prezioso: la loggia del Mercato Nuovo (per la mercatura dei tessuti pregiati di seta, lana, lino e pellicce) e il ponte Vecchio (per l'oreficeria). Non si deve però immaginare una via aristocratica, ma sempre e comunque brulicante della più svariata popolazione. Per questo, e per evitare la zona ancora peggiore di Mercato Vecchio, le carrozze dei nobili non vi si avventuravano e il granduca, quando doveva attraversare la città, deviava in via Tornabuoni e via Maggio pur di non attraversare questa strada e il ponte Vecchio. 
Accanto alla torre degli Amidei Mariotto Albertinelli aprì la prima trattoria del Pennello, trasferendosi poi perché troppo vicino ai "birri" che abitavano la torre. 
Nell'Ottocento si allineavano sulla strada molti negozi di merceria: «tutte le fiorentine acquistavano rocchetti di refe e sigarette di sete; nastri e galloni; trine e bottoni, quasi esclusivamente in Por Santa Maria, strada tutt'altro che aristocratica, tutt'altro che bella, tutt'altro che caratteristica, per quanto fra i camuffamenti architettonici si distinguessero ancora qualcuna delle torri più famose» . In effetti, oltre alle fotografie del tempo, un rilievo con l'alzato di tutti gli edifici in fregio alla strada realizzato nel 1938 per progettare gli allestimenti da realizzare in occasione della visita a Firenze del Fuhrer, conservato presso l'Archivio storico del Comune di Firenze, ci restituisce l'immagine di una via con la maggior parte degli edifici riconfigurati nell'Ottocento, segnati al terreno da una successione praticamente ininterrotta di sporti adibiti ad attività commerciali, fermo restando alcune presenze antiche quali la torre dei Girolami. 

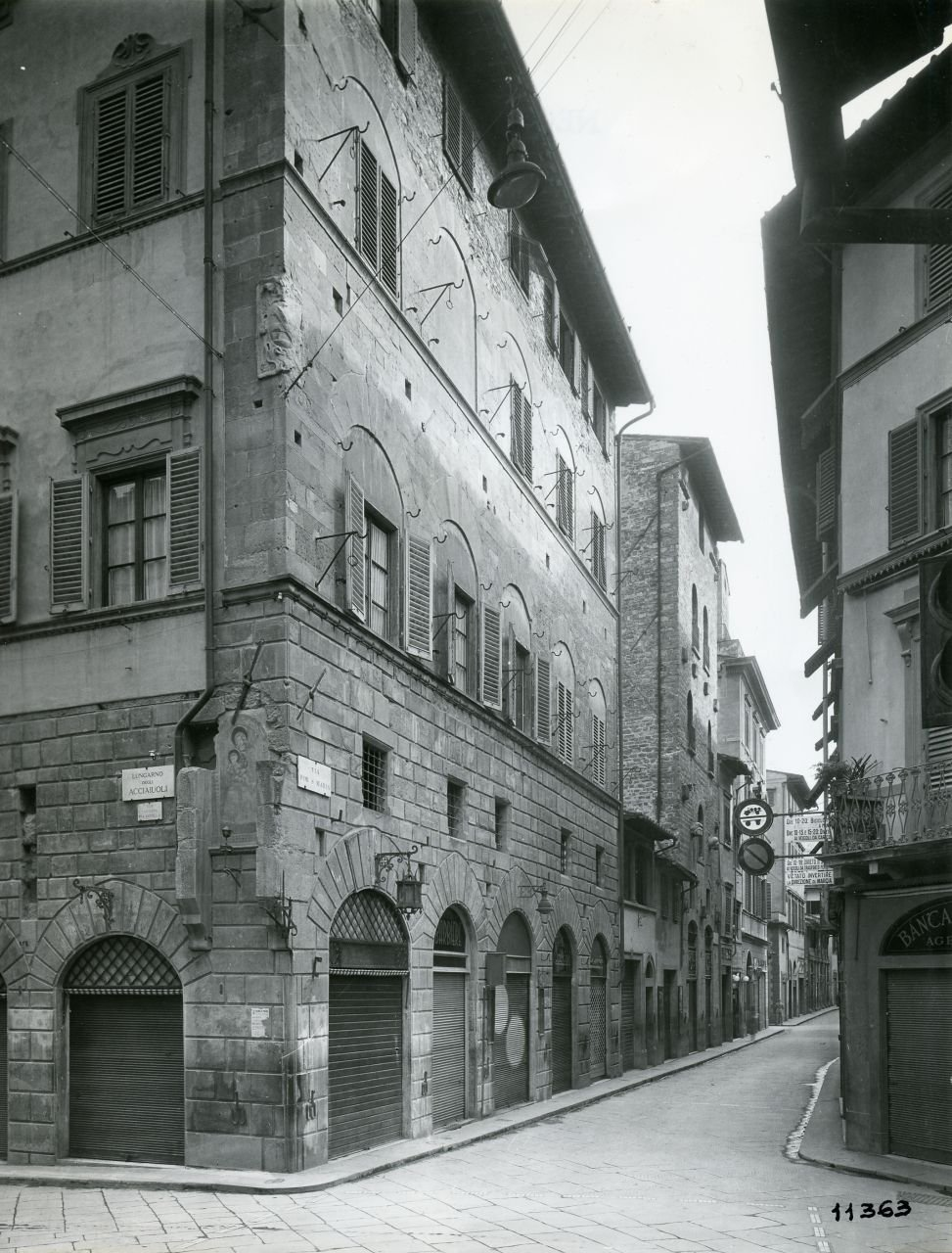
Palazzo Carducci, già in angolo con il lungarno Acciaiuoli
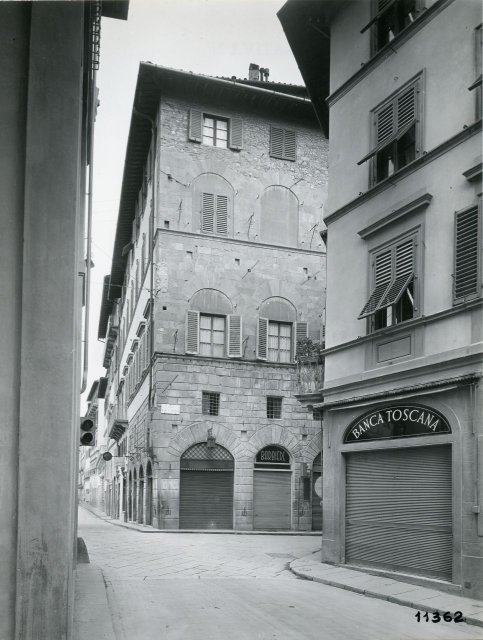
Palazzo Carducci visto da piazza del Pesce
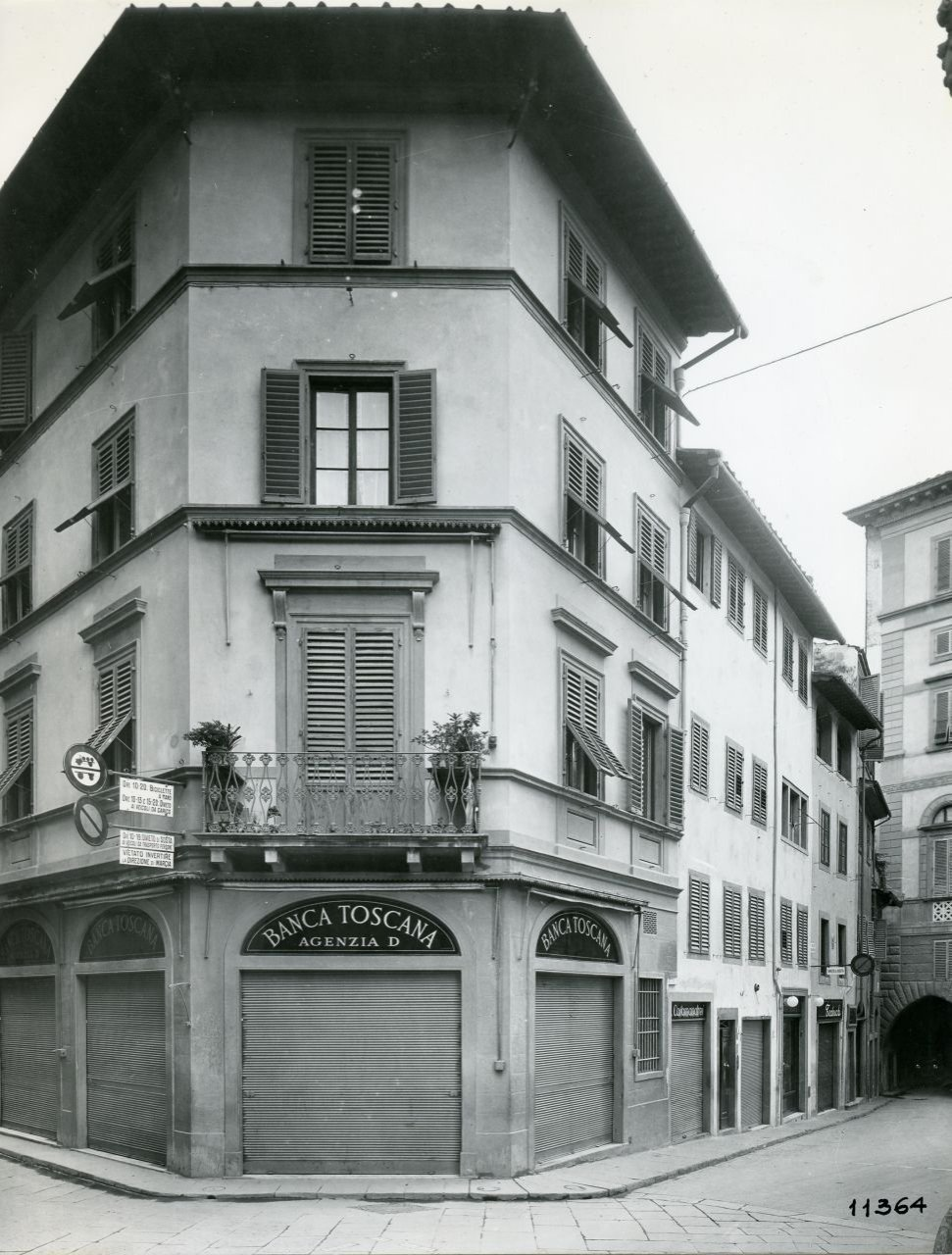
Il palazzo distrutto in angolo con piazza del Pesce

### Distruzione e ricostruzione

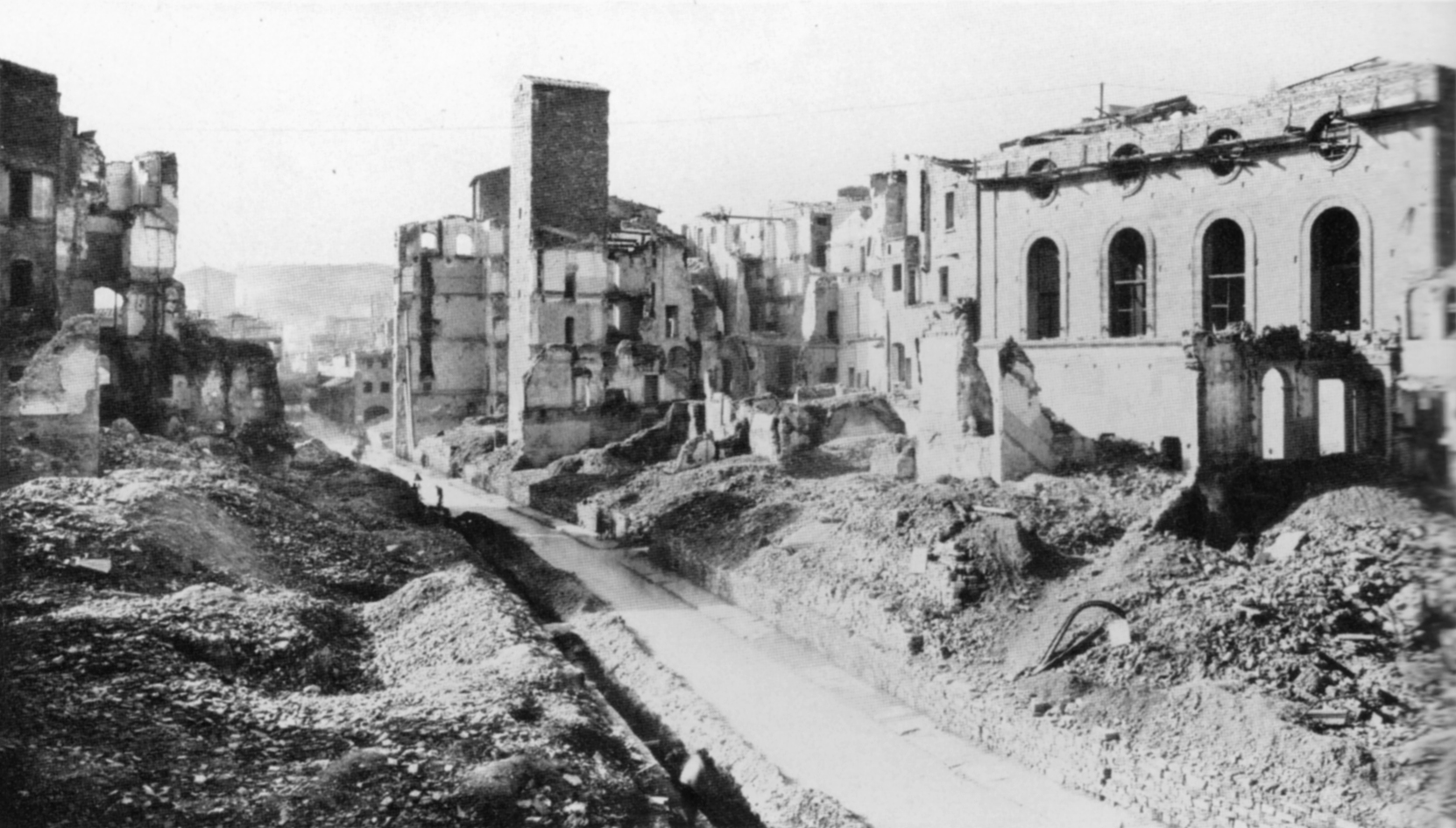
La via dopo le distruzioni della guerra

Tale situazione, comunque, fu del tutto compromessa a seguito dell'esplosione, nella notte tra il 3 e il 4 agosto 1944, delle mine poste dall'esercito tedesco in ritirata per rallentare l'avanzata degli alleati, che rasero al suolo l'intera cortina degli edifici, fatta eccezione per alcune limitate porzioni che permisero successivamente il restauro (con ampie integrazioni) della torre degli Amidei e della torre dei Baldovinetti. 
Negli anni della ricostruzione, tra le inevitabili polemiche, si optò per un progetto nel quale, pur evitando come proposto da alcuni la ricostruzione degli edifici sulla base della documentazione fotografica, si mantennero le articolazioni di massa e quegli elementi distintivi propri della tradizione antica (sporti, gronde alla fiorentina, uso della pietraforte), pur all'interno di un disegno complessivamente moderno e che ambiva a ricucire, senza traumi, la zona storica con quella novecentesca. «Si preferì la situazione di compromesso e il compromesso non dà mai come risultato la bellezza. Non è detto però che la nuova via Por Santa Maria sia orribile, come si sente dire e come si sente ripetere più per pigrizia che per convinzione. Il giusto verdetto è questo: si è perso una bella occasione per fare una cosa bellissima. Si poteva fare una cosa quasi sublime. Si è fatto invece una cosa mediocre. Ma anche nelle cose mediocri, a Firenze c'è ancora tanto buon senso, da dare al mondo una lezione di buon gusto».

## Descrizione
Ancora oggi via Por Santa Maria è, assieme al Ponte Vecchio, la via più segnata dal traffico pedonale e ancora, come un tempo, assieme ai molti nuovi negozi, rimangono alcuni esercizi tradizionali, eredi delle mercerie ottocentesche. In foto degli anni 1970/1980 la strada è piena di insegne luminose sporgenti: oggi ne restano solo alcune storiche.

### Edifici
| Immagine | N°              | Nome                   | Descrizione |
| -------- | --------------- | ---------------------- | --- |
|          | 1r-3r           | Casamento              | L'edificio, che definisce la cantonata col lungarno Acciaiuoli, è moderno, realizzato negli anni cinquanta del Novecento su progetto dell'ingegnere romano Renato Sansoni nell'ambito delle operazioni di ricostruzione delle zone distrutte nella guerra. Presenta dal lato del lungarno un fronte di tre assi, con ampie finestrature, ciascuna provvista di balcone. Se l'attuale casamento non presenta particolari pregi architettonici, ben diversamente si sarebbe potuto dire del palazzo che qui insisteva prima delle distruzione e che inglobava la torre dei Consorti (ancora esistente). Si trattava di un vasto palazzo che appunto determinava il canto con via Por Santa Maria, noto come palazzo Carducci per essere pervenuto a questa illustre famiglia ed essere rimasto nelle proprietà della stessa fino all'anno 1765 in cui era passato, come ricorda Guido Carocci, a Giovan Battista e Francesco di Lorenzo Bonsi Succhielli, per eredità della marchesa Felice di Simone Carducci. |
|          | 2r-4r-6r-8r     | Casamento              | L'edificio in angolo con piazza del Pesce, è un casamento moderno che si sviluppa per quattro assi per cinque piani su via Por Santa Maria, con un alcuni volumi in aggetto e una fila di balconi sul lungarno degli Archibusieri. Anteriormente esisteva una palazzina di tre piani con l'angolo smussato, decorato da un balcone rivolto al ponte Vecchio. Già nella prima metà del Novecento nei fondi al piano terra aveva sede una filiale della Banca Toscana, filiale che venne poi riconfermata dopo al ricostruzione e che oggi appartiene al Monte dei Paschi di Siena. Il principale motivo d'interesse dell'edificio è la decorazione parietale del fondo della banca, in cui Mario Romoli dipinse La storia del fiorino (1952), opera che ripercorre la storia bancaria di Firenze, ricca di citazioni medievali e rinascimentali. |
|          | 9r-11r          | Torre degli Amidei     | Detta anche Bigonciola o Bigoncia, o torre dei Leoni (dalle protome leonine in facciata) fu eretta nei primi decenni del XIII secolo e storicamente legata alla potente famiglia degli Amidei. Per far fronte ai molti rimneggiamenti, nel 1920-21 fu interessata da un restauro per le celebrazioni per il secentenario della morte dell'Alighieri, che portò a ripristinare le porte gemelle e a ricostruire beccatelli, archi a sesto acuto e parte del filaretto di pietra. Durante l'agosto del 1944, a seguito dell'esplosione delle mine fu quasi del tutto distrutta. Nonostante a una prima verifica ne fosse stato decretato l'abbattimento per le preoccupanti condizioni statiche, il recupero tra le macerie degli stipiti delle porte e delle finestre con i relativi archivolti spinse la Soprintendenza ai Monumenti a effettuarne la ricostruzione, basandosi sulle fotografie e di alcuni documenti grafici precedenti alla distruzione, con la direzione dell'architetto Guido Morozzi. Questo operò con notevole scrupolo, riutilizzando l'antico pietrame recuperato tra le macerie e impiegando, per consentire una distinzioni tra quanto conservato e il ricostruito, una malta più magra e stesa più internamente rispetto all'antico. |
|          | 13r-15r-17r-19r | Palazzina              | È questo uno degli edifici eretti successivamente alla distruzione dell'area nel 1944, decisamente rappresentativo dei criteri che guidarono gli interventi di ricostruzione e in questo caso specifico realizzato tra il 1948 e il 1951 su progetto dell'architetto Italo Gamberini. Per quanto dichiaratamente moderno, l'edificio cerca di ricucire il tessuto urbano di questo tratto evitando drastiche cesure con la tradizione. La fabbrica presenta volumi e rientranze variate (il corpo inferiore si allinea con la torre degli Amidei, quello superiore alla torre dei Baldovinetti oltre borgo Santi Apostoli, arretrata rispetto alla sede stradale), comunque rispettando una altezza inferiore alle torri antiche che così mantengono un effetto predominante sulla via. Si evidenzia inoltre l'uso prevalente di materiali tradizionali: in particolare il terreno, con quattro accessi di diverse dimensioni che si aprono ad esercizi commerciali (il portone del palazzo è sul retro, in vicolo dell'Oro) presenta un parato in pietra, diversamente lavorata e comunque rustica. Il corpo superiore mostra invece superfici intonacate, interrotte da finestre semplicemente profilate da listre di pietra. Sul vicolo dell'Oro, sempre in sintonia con tali intenti, la porzione centrale dell'edificio si sviluppa su un breve sporto. Al numero 17 rosso di via Por Santa Maria si trova il negozio TAF (Tovagliati Artistici Fiorentini), qui aperto nel 1953 e inserito nell'elenco degli esercizi storici fiorentini. |
|          | 21r             | Torre dei Baldovinetti | La torre, annessa alla bassa casa che determina la cantonata con borgo Santi Apostoli, fu probabilmente costruita nel XII secolo e appartenne ai conti Guidi, che avevano numerosi edifici in questa zona. Almeno dal Seicento è documentata come abitata dalla famiglia Baldovinetti (discesa proprio dai Guidi), e poi passata per varie famiglie private. Durante le distruzioni della guerra resistette fortunosamente alle esplosioni, grazie alla sua posizione arretrata e alla massiccia muratura. Il restauro fu condotto tra il 1945 e il 1946, su incarico della Soprintendenza ai Monumenti di Firenze, dall'architetto Nello Baroni, al quale si devono la maggior parte degli interventi di ripristino sulle torri trecentesche danneggiate di qua e di là d'Arno. |
|          | s.n.            | Borsa Merci            | L'edificio sorge su un'area segnata dalle vestigia delle Terme romane, dai resti della Porta di Santa Maria e da alcune case di fondazione medievale, tutte rase al suolo a seguito delle distruzioni della guerra. Nella lunga e dibattuta fase di ricostruzione della zona questa porzione venne destinata all'edificio della Borsa Merci, eretto tra il 1949 e il 1953 tra accese polemiche, che avrebbero voluto la scopertura della brunelleschiana facciata posteriore del palagio di Parte Guelfa, al posto dell'ennesimo blocco moderno. Alla fine si procedette con l'edificazione, sebbene si volle attutire l'impatto realizzando un edificio dalla funzione pubblica (la Borsa Merci) e decorandolo da numerose opere d'arte (solo all'esterno restano il tabernacolo di Giovanni Colacicchi e il rilievo monumentale di Quinto Martini). Dopo anni di inutilizzo, nel l novembre del 2008 vi ha aperto un megastore della società danese di abbigliamento H&M Hennes & Mauritz. |

### Lapidi
Sulla torre degli Amidei si trova una lapide dantesca, posta entro il 1907. 
| LA CASA DI CHE NACQVE IL VOSTRO FLETO, PER LO GIVSTO DISDEGNO CHE V'HA MORTI, E PVOSE FINE AL VOSTRO VIVER LIETO ERA ONORATA, ESSA E I SVOI CONSORTI. DANTE_PARAD._XVI_136_139 |

## Note

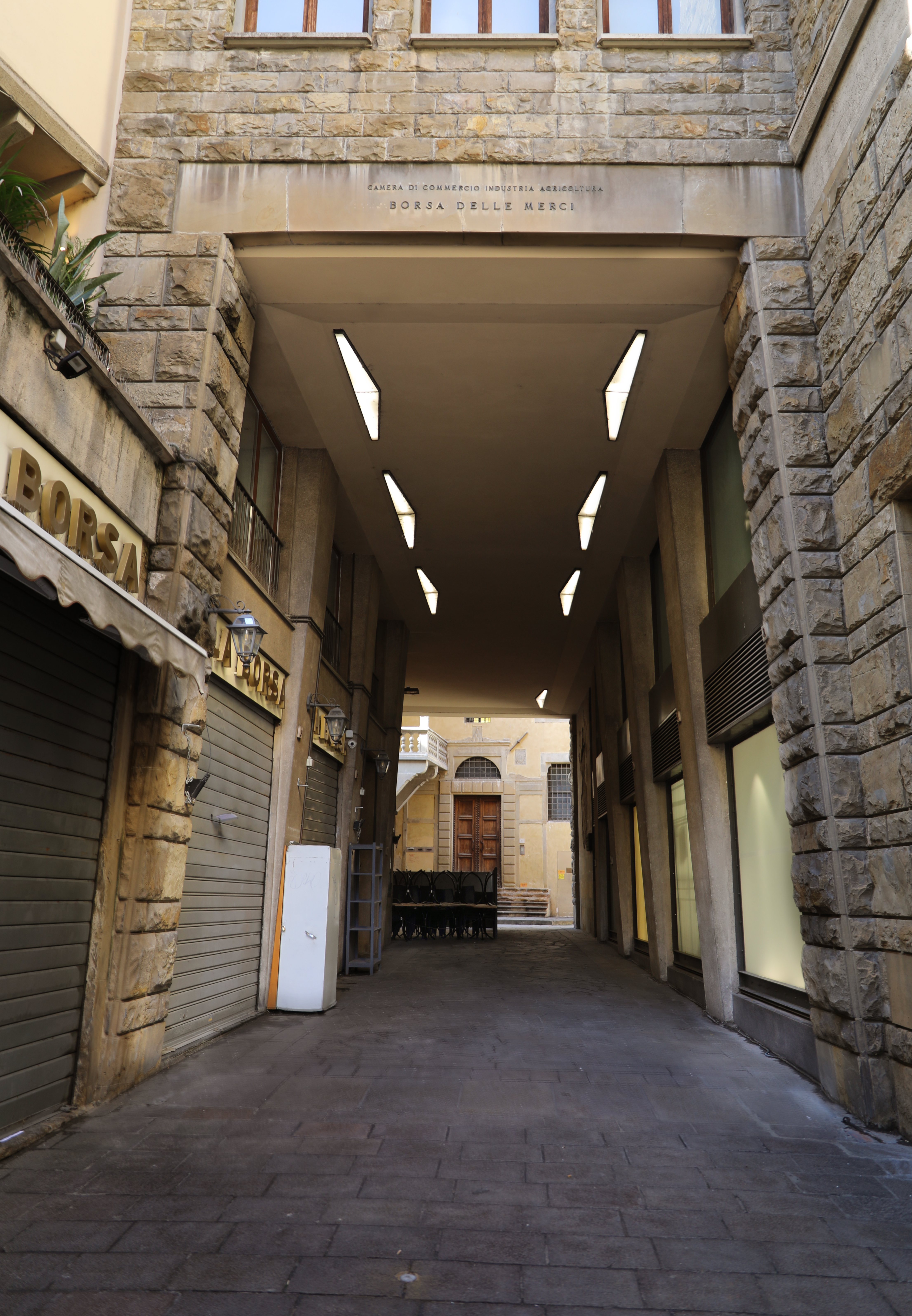
La volta dei Mercanti